# 多里坤·艾沙
多里坤·艾沙（維吾爾語：دولقۇن ئەيسا‎，拉丁维文：Dolqun Eysa，1967年9月2日—），维吾尔族，新疆阿克苏市人。艾沙曾为新疆大学物理科学与技术学院学生并1988年成为新疆大学学生民主运动的领袖之一，他参与创立了「科学和文化学生联合会」并且于1988年6月在乌鲁木齐组织了“民主”运动，为此遭软禁，于1988年在毕业之际就被新疆大学开除。1994年，前往土耳其安卡拉的格濟大學就讀，並獲得了政治與社會學碩士學位。之後艾沙轉赴欧洲寻求庇护并于2006年成为德国公民。 现任世界维吾尔大会主席及无代表国家和民族组织副主席。

## 生平
艾沙曾任世界维吾尔青年代表大会执行委员会主席，后长期担任世界维吾尔代表大会秘书长、欧洲东突厥斯坦联盟主席。
2003年，中华人民共和国公安部认定艾沙为恐怖组织东突厥斯坦解放组织主要骨干、多年担任恐怖组织“世界维吾尔青年代表大会”头目，列入第一批认定的“东突”恐怖组织和恐怖分子名单。但艾沙本人则否认自己同东突厥斯坦解放组织有任何关系。中华人民共和国向国际刑警组织申请了红色通缉令，通缉艾沙，但该通缉令未被德国及其他任何艾沙至今访问过的西方国家执行。 艾沙还曾对新疆之外的各种形式的恐怖主义活动进行过谴责。
2008年北京奥运会召开前，艾沙曾经号召抵制本届奥运会，以抗议中华人民共和国政府对东突厥斯坦及西藏的文化灭绝。 

## 访台
2006年，艾沙获准赴台湾参加非联合国会员国家及民族组织会议，此时正是台湾民主进步党的陈水扁担任中华民国总统时期。2009年7月，有报道称艾沙在高雄世界运动会召开前夕曾秘密赴台湾高雄。当时正是中国国民党在台湾执政，这促使內政部入出國及移民署对艾沙访问台湾下达禁令。此后不久，热比娅·卡德尔也于2009年在试图访问台湾时遭拒绝签证，此举被与指艾沙为恐怖分子联系了起来。行政院院长吴敦义称，当艾沙卸任其在世界维吾尔大会的职务，或者热比娅·卡德尔去职后，禁令将被解除。

## 赴韩拒绝入境
2009年9月，艾沙赴韩国访问并于在准备参加亞洲民主化世界論壇时被韩国海关拒绝入境并拘留。非联合国会员国家及民族组织谴责对艾沙的拘留并致信韩国政府警告称，中华人民共和国对艾沙的指控是无根据的，将艾沙引渡到中华人民共和国必定会使其遭到即决判决并执行死刑。在被拘留2天后，艾沙虽然获得释放，但未获准进入韩国。大赦国际支持韩国政府释放艾沙，但谴责韩国海关拒绝其入境的行为。

## 中国大陸當局指控
公安部2018年12月15日在北京举行新闻发布会，公布第一批认定的“东突”恐怖组织和恐怖分子名单。多里坤·艾沙为中国大陸公安部第一批认定的“东突”恐怖分子。

## 红通的撤销
2018年2月23日，总部位于伦敦的国际人权团体「公正审判」（Fair Trials）发布消息，表示经过向国际刑警组织确认之后，证实多里坤·艾沙的红色通缉令已撤销。中国外交部则对路透社发表声明，中国政府有确凿的证据认定的多里坤·艾沙是一名被通缉的恐怖分子，并称将就此与国际刑警组织进一步沟通。

## 外部連結
- Dolkun Isa, President of World Uyghur Congress  2019 Democracy Award （页面存档备份，存于）